# Libuň
Libuň ist eine Gemeinde mit 792 Einwohnern (Stand 2016) in der Region Královéhradecký kraj, Tschechien. In der Nähe von Libuň wird Quarzsand für die Glasproduktion abgebaut ().

## Geschichte
Der Ort wurde 1369 erstmals erwähnt.

## Sehenswürdigkeiten
- Denkmal des Malers František Kaván
- Kirche des Hl. Marin
- Säule des Jesuiten Burnatian

## Gemeindegliederung
Zur Gemeinde Libuň gehören die Ortsteile Březka, Jivany und Libunec sowie die Siedlungen Svatý Petr und Šidloby.